# Seleção (álgebra relacional)
O operador de Seleção, indicado por σ (a letra grega sigma minúscula), é um dos operadores fundamentais da Álgebra relacional. É um operador que tem como resultado um subconjunto estruturalmente idêntico a de um conjunto inicial fornecido como argumento, mas apenas com os elementos do conjunto original que atendem a uma determinada condição (também chamada de predicado). A seleção pode ser entendida como uma operação que filtra as linhas de uma tabela. É uma operação unária, já que opera sobre um único conjunto de dados de entrada.

## Sintaxe
Notação do operador:
σ (predicado) (Relação)
Onde, predicado é o conjunto de expressões lógicas que devem ser satisfeitas para uma linha que faça parte do subconjunto resultante. E relação é o conjunto de entrada (inicial).
As expressões lógicas podem ser formadas por operadores lógicos e relacionais:
```
Os operadores lógicos são:
```

```
• 
^
 (and)
```

```
• 
v
 (or)
```

```
• 
¬
 (not)
```

```
Os operadores relacionais são:
```

```
• 
=
 (Igual a)
```

```
• 
<
 (Menor que)
```

```
• 
<=
 (Menor ou igual a)
```

```
• 
>
 (Maior que)
```

```
• 
>=
 (Maior ou igual a)
```

```
• 
<>
 (Diferente de)
```

## Exemplos com relações
Levando em consideração a Relação R como relação de entrada, ao aplicar o operador Seleção, vamos obter uma nova Relação como saída (Relação S, Relação T e Relação U).
Relação R:
Aplicando o operador Seleção:
```
σ C2 = "A" (R)
```

Temos como resultado a Relação S:
Relação S:
No exemplo acima estamos buscando todas as linhas da Relação R onde a coluna C2 contenha o seu valor igual a "A".
Outros exemplos:
```
σ C2 = "A" ^ C3 >= 50,00  (R)
```

Temos como resultado a Relação T:
Relação T:
No exemplo acima estamos buscando todas as linhas da Relação R onde a coluna C2 contenha o seu valor igual a "A"  e a coluna C3 contenha seu valor maior ou igual a 50,00.
```
σ C2 = "A" v C3 >= 50,00  (R)
```

Temos como resultado a Relação U:
Relação U:
No exemplo acima estamos buscando todas as linhas da Relação R onde a coluna C2 contenha o seu valor igual a "A"  ou a coluna C3 contenha seu valor maior ou igual a 50,00.

## Exemplos com tabelas reais
Levando em consideração a Tabela funcionario como Relação de entrada, ao aplicar o operador Seleção, vamos obter uma nova Relação como saída (Relação S e Relação T).
Funcionario:
| ID | Departamento    | Nome    | Salario |
| 1  | Administrativo  | João    | 980,00  |
| 2  | Suporte         | João    | 710,20  |
| 3  | Suporte         | Pedro   | 790,20  |
| 4  | Desenvolvimento | José    | 1290,00 |
| 5  | Desenvolvimento | Alberto | 1012,86 |
| 6  | Análise         | Marcos  | 2598,05 |
| 7  | Desenvolvimento | Zélio   | 1579,96 |

```
σ Nome <> "João"  (Funcionario)
```

Temos como resultado a Relação S:
Relação S:
| ID | Departamento    | Nome    | Salario |
| 3  | Suporte         | Pedro   | 790,20  |
| 4  | Desenvolvimento | José    | 1290,00 |
| 5  | Desenvolvimento | Alberto | 1012,86 |
| 6  | Análise         | Marcos  | 2598,05 |
| 7  | Desenvolvimento | Zélio   | 1579,96 |

No exemplo acima estamos buscando todas as linhas da Tabela funcionario onde o Nome do funcionário seja diferente de "João".
```
σ Departamento = "Desenvolvimento" ^ Salario < 1290,00  (Funcionario)
```

Temos como resultado a Relação T:
Relação T:
| ID | Departamento    | Nome    | Salario |
| 5  | Desenvolvimento | Alberto | 1012,86 |

No exemplo acima estamos buscando todas as linhas da Tabela Funcionario onde o Departamento do funcionário seja igual a "Desenvolvimento" e que tenha salário inferior a "1290,00".

## Utilização em SQL
Na linguagem SQL o operador Seleção corresponde a cláusula WHERE:
```
SELECT * FROM Funcionario 
WHERE Departamento = 'Administrativo' AND Nome = 'João'
```